# Kanton Laon-2
Kanton Laon-2 (fr. Canton de Laon-2) je francouzský kanton v departementu Aisne v regionu Hauts-de-France. Tvoří ho 24 obcí a část města Laon. Kanton vznikl v roce 2015.

## Obce kantonu
| - Arrancy - Athies-sous-Laon - Bièvres - Bruyères-et-Montbérault - Cerny-en-Laonnois - Chamouille - Chérêt - Chivy-lès-Étouvelles - Colligis-Crandelain - Eppes - Étouvelles - Festieux - Laon (část) | - Laval-en-Laonnois - Lierval - Martigny-Courpierre - Montchâlons - Monthenault - Nouvion-le-Vineux - Orgeval - Parfondru - Presles-et-Thierny - Samoussy - Veslud - Vorges |